# Championnat de Belgique de football de troisième division 1961-1962
Navigation
saison précédente saison suivante
Le Championnat de Belgique de football Division 3 1961-1962 est la 33e édition du championnat de troisième niveau national de football en Belgique. Il conserve le même format que la saison précédente, à savoir deux séries de 16 équipes, qui se rencontrent deux fois chacune pendant la saison. Les deux champions sont promus en Division 2, tandis que les deux derniers de chaque série sont relégués en Promotion.
Dans chacune des séries, un club se détache er remporte relativement aisément le titre avec cinq points d'avance. Le Racing de Malines met un terme à son premier séjour au 3e niveau après deux saisons. De son côté, le Crossing de Molenbeek décroche sa première montée vers l'antichambre de l'élite, trois ans après son retour en D3.
Le maintien livre un peu plus de suspense. Si Kontich dans la « série A » est trop distancé, la bagarre pour la 2e place descendante est plus ouverte. Dans la « B », On assiste à une remontée spectaculaire de l'Albert de Mons aux dépens de Fléron et d'Aarschot, lequel commence une période noire. Le « matricule 441 » va chuter jusque dans les séries provinciales et mettra 27 ans avant de revenir en Division 3.
Dans la série A, la lutte est âpre entre l'US Tournai qui finit par perdre son mano à mano avec Burcht, le Lyra et Sottegem. C'est le deuxième retour au 4e niveau pour le « matricule 26 ». Cette fois, les « Infants » ne remonteront pas directement et entament une période d'absence longue de 19 ans, comprenant un retour d'une saison en première provinciale dans les années 1970.
Dans l'autre groupe, Fléron, qui fut longtemps dans les équipes de tête la saison précédente, est devancé par Mons, lequel réussit un sauvetage miracle, inespéré à cinq matchs de la fin. Pour le « matricule 33 », c'est un adieu à la D3, Il n'y remontera plus (jusqu'à 2014 inclus). À noter, que pour les Anversois du Kontich FC cette saison est leur seule expérience au 3e niveau national.

## Adaptation du règlement
La fédération belge de football adapte ses règlements. À partir de cette saison « 61-62 », les égalités de points sont départagées en donnant la prédominance au plus grand nombre de victoires (précédemment plus petit nombre de défaites).
La différence de but a remplacé le goal average depuis longtemps mais elle reste anecdotique et ne sert qu'au classement « de fait ». Elle n'est pas prise en compte si la place est montante ou descendante. Un test-match est organisé en cas d'égalité de points et de victoires. Si plus de deux équipes sont concernées un mini-tournoi est organisé.

## Clubs participants
- Les dénomination de clubs sont celles employées à l'époque. Les matricules qui sont renseignés en gras existent encore en 2014.

### Série A
| #  | Nom                                           | Mat. | Ville      | Stades           | En D3 depuis    | Total en D3 | Saison précéd.           |
| -- | --------------------------------------------- | ---- | ---------- | ---------------- | --------------- | ----------- | ------------------------ |
| 1  | Koninklijke Lyra                              | 52   | Lierre     | Lyrastadion      | 1961-1962 (1re) | 1 1 saison  | Division 2 16e           |
| 2  | Koninklijke Racing Club Mechelen              | 24   | Malines    | O. Van Kesbeeck  | 1960-1961 (2e)  | 1 2 saisons | 4e Série A               |
| 3  | Royal Racing Club de Gand                     | 11   | Gand       | E. Hielstadion   | 1955-1956 (7e)  | 17 saisons  | 9e Série B               |
| 4  | Royale Union Sportive Tournaisienne           | 26   | Tournai    | stade G. Horlait | 1958-1959 (4e)  | 24 saisons  | 13e Série B              |
| 5  | Royal Football Club Renaisien                 | 46   | Renaix     | Parc Lagache     | 1959-1960 (3e)  | 13 saisons  | 3e Série A               |
| 6  | Koninklijke Boom Football Club                | 58   | Boom       | du Parc communal | 1959-1960 (3e)  | 5 saisons   | 12e Série A              |
| 7  | Koninklijke Tubantia Borgerhout Football Club | 64   | Borgerhout | Rivierenhof      | 1960-1961 (2e)  | 12 saisons  | 11e Série A              |
| 8  | Koninklijke Willebroekse Sportvereniging      | 85   | Willebroek | Henry Pickery    | 1953-1954 (9e)  | 22 saisons  | 2e Série A               |
| 9  | Koninklijke Sport Kring Roeselare             | 134  | Roulers    | 't Motje         | 1960-1961 (2e)  | 12 saisons  | 7e Série A               |
| 10 | Koninklijke Football Club Eeklo               | 231  | Eeklo      | ??               | 1956-1957 (6e)  | 8 saisons   | 14e Série A              |
| 11 | Football Club Waaslandia Burcht               | 557  | Burcht     | ??               | 1958-1959 (4e)  | 5 saisons   | 8e Série A               |
| 12 | Koninklijke Wezel Sport Football Club         | 844  | Wezel      | Balen-Neetlaan   | 1960-1961 (2e)  | 12 saisons  | 11e Série B              |
| 13 | Vrij en Vlug Overpelt-Fabriek                 | 2554 | Overpelt   | De Leukens       | 1957-1958 (5e)  | 5 saisons   | 6e Série B               |
| 14 | Sportvereniging Waregem                       | 4451 | Waregem    | Regenboog        | 1954-1955 (8e)  | 12 saisons  | 5e Série A               |
| 15 | Koninklijke Sport Vereniging Sottegem         | 225  | Zottegem   | Stedelijke       | 1961-1962 (1er) | 1 saison    | Promotion - Série D, 1re |
| 16 | Kontich Football Club                         | 3029 | Kontich    | Gemeetelijke     | 1961-1962 (1er) | 1 saison    | Promotion - Série A, 1re |

#### Localisation Série A
| \| Roulers Waregem Eeklo W. Burcht Sottegem RC Gand Tubantia Kontich Lyra Boom Willebroek Malines Wezel Overpelt Renaix US Tournai \| Localisation des clubs engagés en Division 3A 1961-1962 |
| Roulers Waregem Eeklo W. Burcht Sottegem RC Gand Tubantia Kontich Lyra Boom Willebroek Malines Wezel Overpelt Renaix US Tournai                                                               |

### Série B
| #  | Nom                                          | Mat. | Ville           | Stades            | En D3 depuis    | Total en D3 | Saison précéd.           |
| -- | -------------------------------------------- | ---- | --------------- | ----------------- | --------------- | ----------- | ------------------------ |
| 1  | Royal Racing Club de Bruxelles               | 6    | Bruxelles       | Heysel            | 1961-1962 (1re) | 4 4 saisons | Division 2 14e           |
| 2  | Royal Football Club Sérésien                 | 17   | Seraing         | du Pairay         | 1960-1961 (2e)  | 13 saisons  | 8e Série B               |
| 3  | Royal Uccle Sport                            | 15   | Uccle           | rue de Neerstalle | 1958-1959 (4e)  | 5 saisons   | 13e Série B              |
| 4  | Royal Fléron Football Club                   | 33   | Fléron          | ??                | 1958-1959 (4e)  | 18 saisons  | 7e Série B               |
| 5  | Royal Cercle Sportif Brainois                | 75   | Braine-l'Alleud | ??                | 1957-1958 (5e)  | 11 saisons  | 10e Série A              |
| 6  | Royal Racing Football Club Montegnée         | 77   | Montegnée       | ??                | 1954-1955 (8e)  | 23 saisons  | 12e Série B              |
| 7  | Royale Association Athlétique Louviéroise    | 93   | La Louvière     | ??                | 1954-1955 (8e)  | 21 saisons  | 6e Série A               |
| 8  | Royal Racing Club Tirlemont                  | 132  | Tirlemont       | Julien Bergé      | 1957-1958 (5e)  | 10 saisons  | 5e Série B               |
| 9  | Royale Jeunesse Arlonaise                    | 143  | Arlon           | Beau Site         | 1956-1957 (6e)  | 24 saisons  | 9e Série B               |
| 10 | Koninklijke Daring Club Leuven               | 223  | Kessel-Lo       | ??                | 1952-1953 (10e) | 24 saisons  | 2e Série B               |
| 11 | Koninklijke Aarschot Sport                   | 441  | Aarschot        | ??                | 1958-1958 (5e)  | 12 saisons  | 14e Série B              |
| 12 | Royal Crossing Club de Molenbeek             | 451  | Molenbeek       | Sippelberg        | 1959-1960 (3e)  | 12 saisons  | 3e Série B               |
| 13 | Royale Entente Sportive Jamboise             | 1579 | Jambes          | stade communal    | 1960-1961 (2e)  | 5 saisons   | 4e Série B               |
| 14 | Union Basse-Sambre Auvelais                  | 4290 | Auvelais        | ??                | 1959-1960 (3e)  | 5 saisons   | 10e Série B              |
| 15 | Royal Albert Elisabeth Club Mons             | 44   | Mons            | Charles Tondreau  | 1961-1962 (1er) | 29 saisons  | Promotion - Série B, 1re |
| 16 | Koninklijke Tongerse Sport Vereniging Cercle | 54   | Tongres         | Stedelijke        | 1961-1962 (1er) | 18 saisons  | Promotion - Série C, 1re |

#### Localisation Série B
| \| Région liégeoise · SER = R. FC Sérésien · MON = R. Racing FC Montegnée · FLE = R. Fléron FC Aarschot DC Louvain Crossing CS Brainois Tirlemont MON SER FLE Tongres Racing CB Uccle Jambes Auvelais Arlon La Louvière Mons \| Localisation des clubs engagés en Division 3B 1961-1962 |
| Région liégeoise · SER = R. FC Sérésien · MON = R. Racing FC Montegnée · FLE = R. Fléron FC Aarschot DC Louvain Crossing CS Brainois Tirlemont MON SER FLE Tongres Racing CB Uccle Jambes Auvelais Arlon La Louvière Mons                                                               |

## Classements & Résultats
- Le nom des clubs est celui employé à l'époque
- À partir de cette saison, en cas d'égalité de points, la prédominance est donnée « au plus grand nombre de victoires ».

Légende
- Clubs champions et promus en Division 2 la saison suivante
- Clubs relégués en Promotion la saison suivante

Abréviations
 : club relégué de « Division 2 » depuis la saison précédente
 : Clubs promus de « Promotion » depuis la saison précédente

### Série A - Classement final
| Rang | Équipe                    | Pts | J  | G  | N  | P  | Bp | Bc | Diff |
| ---- | ------------------------- | --- | -- | -- | -- | -- | -- | -- | ---- |
| 1    | K. RC MECHELEN            | 45  | 30 | 19 | 7  | 4  | 62 | 30 | +32  |
| 2    | K. Willebroekse SV        | 38  | 30 | 16 | 7  | 7  | 58 | 40 | +18  |
| 3    | K. Wezel Sport FC         | 37  | 30 | 15 | 7  | 8  | 71 | 49 | +22  |
| 4    | K. Boom FC                | 35  | 30 | 14 | 7  | 9  | 59 | 38 | +21  |
| 5    | K. SV Waregem             | 34  | 30 | 15 | 4  | 11 | 63 | 46 | +17  |
| 6    | V&V Overpelt-Fabriek      | 32  | 30 | 13 | 6  | 11 | 73 | 56 | +17  |
| 7    | K. SK Roeselare           | 32  | 30 | 12 | 8  | 10 | 54 | 68 | -14  |
| 8    | R. FC Renaisien           | 31  | 30 | 13 | 5  | 12 | 57 | 47 | +10  |
| 9    | K. Tubantia Borgerhout FC | 27  | 30 | 11 | 5  | 12 | 38 | 58 | -20  |
| 10   | K. FC Eeklo               | 27  | 30 | 8  | 11 | 11 | 36 | 45 | -9   |
| 11   | K. Lyra                   | 26  | 30 | 11 | 4  | 15 | 53 | 60 | -7   |
| 12   | R. RC de Gand             | 26  | 30 | 11 | 4  | 15 | 49 | 62 | -13  |
| 13   | K. SV Sottegem            | 25  | 30 | 10 | 5  | 15 | 39 | 52 | -13  |
| 14   | FC Waaslandia Burcht      | 24  | 30 | 9  | 6  | 15 | 43 | 61 | -18  |
| 15   | R. US Tournaisienne       | 23  | 30 | 9  | 5  | 16 | 45 | 59 | -14  |
| 16   | Kontich FC                | 17  | 30 | 5  | 7  | 18 | 37 | 66 | -29  |

#### Résultats des rencontres - Série A
| Résultats (▼dom., ►ext.)                                   | BOO | TUB | WAA | EEK | GAN | KON | LYR | RCM | OVE | REN | ROE | SOT | TOU | WAR | WEZ | WIL |
| K. Boom FC                                                 |     | 4-1 | 0-0 | 1-1 | 2-4 | 2-0 | 1-3 | 0-2 | 2-1 | 0-0 | 1-1 | 6-0 | 3-2 | 2-0 | 2-0 | 0-2 |
| K. Tubantia Borgerhout FC                                  | 1-5 |     | 0-0 | 1-0 | 2-0 | 6-2 | 0-1 | 0-1 | 2-1 | 0-1 | 3-2 | 0-3 | 0-4 | 3-1 | 1-1 | 0-0 |
| FC Waaslandia Burcht                                       | 0-2 | 0-1 |     | 1-2 | 2-1 | 2-2 | 3-1 | 0-4 | 4-3 | 4-1 | 2-3 | 3-2 | 4-2 | 3-1 | 0-1 | 1-1 |
| K. FC Eeklo                                                | 1-0 | 2-2 | 2-0 |     | 3-0 | 3-0 | 2-0 | 2-3 | 5-2 | 1-1 | 0-0 | 1-1 | 1-0 | 2-2 | 1-2 | 1-1 |
| R. RC de Gand                                              | 2-9 | 2-1 | 3-5 | 4-0 |     | 1-1 | 2-1 | 1-3 | 2-3 | 3-2 | 5-2 | 2-1 | 2-0 | 0-3 | 3-2 | 0-1 |
| Kontich FC                                                 | 0-4 | 3-1 | 0-1 | 0-0 | 3-2 |     | 0-2 | 1-1 | 2-3 | 2-0 | 2-2 | 1-2 | 0-2 | 1-3 | 3-5 | 1-3 |
| K. Lyra                                                    | 2-0 | 0-3 | 3-0 | 1-0 | 0-1 | 2-2 |     | 3-3 | 1-2 | 2-4 | 4-0 | 1-1 | 4-0 | 2-2 | 5-3 | 2-4 |
| K. RC Mechelen                                             | 2-0 | 4-0 | 4-1 | 1-1 | 2-1 | 3-1 | 1-0 |     | 1-1 | 4-0 | 5-0 | 0-2 | 3-1 | 3-0 | 2-2 | 3-2 |
| V&V Overpelt-Fabriek                                       | 2-2 | 0-1 | 4-2 | 3-0 | 4-4 | 3-1 | 7-1 | 2-1 |     | 1-1 | 2-3 | 3-0 | 6-1 | 7-1 | 2-0 | 3-3 |
| R. FC Renaisien                                            | 0-1 | 0-1 | 5-2 | 1-1 | 2-0 | 1-0 | 3-2 | 4-0 | 2-0 |     | 6-1 | 2-1 | 1-2 | 1-3 | 3-3 | 2-0 |
| K. SK Roeselare                                            | 1-3 | 1-3 | 0-0 | 2-0 | 1-1 | 1-0 | 0-4 | 1-0 | 4-2 | 3-2 |     | 2-1 | 7-1 | 1-0 | 5-4 | 1-1 |
| K. SV Sottegem                                             | 0-0 | 1-0 | 1-0 | 4-1 | 1-1 | 1-2 | 1-0 | 2-3 | 1-1 | 0-4 | 4-7 |     | 2-1 | 0-2 | 3-1 | 3-0 |
| R. US Tournaisienne                                        | 2-2 | 4-0 | 3-3 | 1-1 | 1-0 | 3-1 | 5-1 | 0-0 | 0-1 | 1-4 | 2-2 | 1-0 |     | 1-2 | 0-1 | 3-2 |
| SV Waregem                                                 | 1-3 | 9-1 | 3-0 | 3-0 | 4-1 | 1-2 | 2-3 | 1-2 | 3-1 | 2-1 | 3-0 | 2-0 | 1-0 |     | 0-0 | 3-0 |
| K. Wezel Sport FC                                          | 2-0 | 3-3 | 4-1 | 3-1 | 1-0 | 4-2 | 5-2 | 0-0 | 3-1 | 3-0 | 6-4 | 3-0 | 4-2 | 4-4 |     | 1-2 |
| K. Willebroekse SV                                         | 5-2 | 3-0 | 3-0 | 5-1 | 0-1 | 2-2 | 3-0 | 1-2 | 3-2 | 3-1 | 1-1 | 2-1 | 1-0 | 2-1 | 1-0 |     |
| - Victoire à domicile - Match nul - Victoire à l'extérieur |     |     |     |     |     |     |     |     |     |     |     |     |     |     |     |     |

#### Résumé
Après un début moyen (9 sur 16), le K. RC Mechelen revient dans le groupe de tête avant de s'installer aux commandes qu'il ne quittent plus durant tout le deuxième tour. Son principale rival est Willebroekse SV qui doit finalement se contenter de la place de dauphin pour la 2e saison de suite.
Au niveau du maintien, le Lyra qui descend de Division 2 et Tubantia Borgerhout preste un très mauvais premier tour et occupent longtemps les deux places de relégables. Les deux formations entament très bien la deuxième partie de championnat et reviennent sur les promus de Kontich, mais aussi Waaslandia Burcht et l'US Tournaisienne. Si le Tubantia se met à l'abri, le Lyra retombe dans ses travers et est mêlé à la bagarre contre la descente alors que l'autre montant du SV Sottegem flirte aussi avec la zone rouge. Trop retardé, Kontich ne peut redresser la situation et descend en compagnie de l'US Tournai qui se montrée trop irrégulière et surtout qui a laissé filer des points précieux en s'inclinant, en fin de parcours, contre le Lyra et contre Burcht.

### Série B - Classement final
| Rang | Équipe                        | Pts | J  | G  | N  | P  | Bp | Bc | Diff |
| ---- | ----------------------------- | --- | -- | -- | -- | -- | -- | -- | ---- |
| 1    | R. CROSSING CLUB DE MOLENBEEK | 44  | 30 | 18 | 8  | 4  | 71 | 21 | +50  |
| 2    | R. FC Sérésien                | 39  | 30 | 16 | 7  | 7  | 83 | 39 | +44  |
| 3    | K. Daring Club Leuven         | 36  | 30 | 15 | 6  | 9  | 61 | 40 | +21  |
| 4    | R. Racing FC Montegnée        | 35  | 30 | 14 | 7  | 9  | 51 | 44 | +7   |
| 5    | R. Entente Sportive Jamboise  | 33  | 30 | 14 | 5  | 11 | 51 | 56 | -5   |
| 6    | Union Basse-Sambre Auvelais   | 33  | 30 | 12 | 9  | 9  | 56 | 62 | -6   |
| 7    | R. RC Tirlemont               | 32  | 30 | 13 | 6  | 11 | 54 | 41 | +13  |
| 8    | R. Racing CB                  | 32  | 30 | 13 | 6  | 11 | 50 | 42 | +8   |
| 9    | R. AA Louvièroise             | 30  | 30 | 12 | 6  | 12 | 48 | 44 | +4   |
| 10   | R. Jeunesse Arlonaise         | 29  | 30 | 11 | 7  | 12 | 34 | 43 | -9   |
| 11   | R. Uccle Sport                | 28  | 30 | 9  | 10 | 11 | 42 | 51 | -9   |
| 12   | K. Tongerse SV Cercle         | 25  | 30 | 10 | 5  | 15 | 37 | 49 | -12  |
| 13   | R. CS Brainois                | 24  | 30 | 9  | 6  | 18 | 38 | 54 | -16  |
| 14   | R. AEC Mons                   | 22  | 30 | 9  | 4  | 17 | 53 | 75 | -22  |
| 15   | R. Fléron FC                  | 20  | 30 | 7  | 3  | 17 | 45 | 63 | -18  |
| 16   | K. Aarschot Sport             | 18  | 30 | 8  | 2  | 20 | 46 | 96 | -50  |

#### Résultats des rencontres - Série B
| Résultats (▼dom., ►ext.)                                   | AAR  | RJA | AUV | BRA | RCB | FLE | JAM | DCL | LOU | CRO | AEC  | MON | SER | TIR | TON | UCC |
| K. Aarschot Sport                                          |      | 1-1 | 2-4 | 2-1 | 1-3 | 2-1 | 1-3 | 5-4 | 1-3 | 0-7 | 3-3  | 3-0 | 2-3 | 0-2 | 3-2 | 3-1 |
| R. Jeunesse Arlonaise                                      | 1-0  |     | 2-4 | 1-1 | 0-1 | 0-2 | 4-1 | 0-1 | 2-0 | 0-0 | 2-0  | 1-2 | 1-1 | 2-2 | 1-0 | 2-0 |
| UBS Auvelais                                               | 4-0  | 2-2 |     | 1-1 | 2-1 | 1-1 | 2-2 | 1-2 | 3-0 | 2-1 | 1-1  | 4-2 | 1-1 | 3-4 | 4-2 | 5-2 |
| R. CS Brainois                                             | 4-3  | 0-0 | 4-0 |     | 1-0 | 1-1 | 0-0 | 0-1 | 1-0 | 1-2 | 3-1  | 2-2 | 0-2 | 5-0 | 4-3 | 1-2 |
| R. Racing CB                                               | 1-2  | 0-1 | 5-1 | 3-0 |     | 3-1 | 3-0 | 0-5 | 0-0 | 0-1 | 2-1  | 3-1 | 3-0 | 1-2 | 1-0 | 1-1 |
| R. Fléron FC                                               | 6-1  | 1-3 | 1-3 | 2-1 | 2-1 |     | 1-2 | 2-3 | 0-0 | 1-1 | 3-0  | 1-1 | 2-6 | 0-1 | 1-3 | 1-4 |
| R. Ent. Sp. Jamboise                                       | 4-3  | 3-0 | 1-1 | 4-0 | 2-4 | 3-1 |     | 1-1 | 2-0 | 0-6 | 2-0  | 1-0 | 0-4 | 3-1 | 4-1 | 0-1 |
| K. Daring Club Leuven                                      | 2-3  | 3-0 | 5-0 | 2-0 | 1-1 | 3-2 | 5-1 |     | 0-1 | 2-2 | 1-2  | 1-2 | 1-1 | 2-1 | 2-1 | 4-0 |
| R. AA Louviéroise                                          | 5-0  | 2-3 | 1-2 | 2-0 | 3-6 | 2-2 | 4-1 | 1-1 |     | 1-0 | 8-3  | 2-0 | 2-0 | 0-0 | 4-1 | 2-1 |
| R. Crossing Cl. Molenbeek                                  | 6-1  | 3-0 | 5-0 | 5-0 | 3-0 | 3-0 | 2-0 | 0-2 | 5-1 |     | 0-0  | 2-2 | 1-1 | 1-0 | 5-2 | 2-2 |
| R. AEC Mons                                                | 3-0  | 3-1 | 1-0 | 1-3 | 3-2 | 6-0 | 1-3 | 3-4 | 2-2 | 1-3 |      | 1-3 | 5-4 | 0-1 | 2-0 | 1-3 |
| R. Racing FC Montegnée                                     | 2-1  | 1-2 | 1-2 | 4-0 | 0-0 | 1-0 | 5-2 | 2-1 | 1-0 | 1-0 | 4-2  |     | 2-1 | 4-1 | 2-0 | 2-2 |
| R. FC Sérésien                                             | 11-1 | 1-0 | 6-1 | 4-0 | 2-2 | 3-1 | 1-2 | 3-0 | 2-0 | 0-1 | 10-1 | 5-1 |     | 3-2 | 1-4 | 3-0 |
| R. RC Tirlemont                                            | 5-0  | 6-0 | 1-1 | 1-2 | 4-0 | 3-1 | 2-3 | 1-1 | 0-1 | 1-2 | 2-1  | 2-1 | 2-2 |     | 0-1 | 1-1 |
| K. Tongerse SV Cercle                                      | 2-1  | 0-1 | 4-0 | 2-0 | 1-1 | 0-5 | 2-1 | 2-0 | 2-1 | 0-0 | 1-0  | 1-1 | 0-1 | 0-3 |     | 0-0 |
| R. Uccle Sport                                             | 2-1  | 2-1 | 1-1 | 3-2 | 1-2 | 2-3 | 0-0 | 2-1 | 3-0 | 0-2 | 4-5  | 1-1 | 1-1 | 0-3 | 0-0 |     |
| - Victoire à domicile - Match nul - Victoire à l'extérieur |      |     |     |     |     |     |     |     |     |     |      |     |     |     |     |     |

#### Résumé
Comme souvent la série met un tour avant de se décanter sérieusement. Les équipes de tête sont le Crossing de Molenbeek, le Daring Leuven, Seraing et les deux Namur d'Auvelais et de Jambes.
Au début du 2e tour, Auvelais et Jambes rentrent dans le rang, tout comme le Racing CB qui doit se faire à l'idée qu'il ne remontera pas tout de suite en Division 2. Le Crossing, Louvain et Seraing restent un moment au coude-à-coude puis les Molenbeekois se détachent. Louvanistes et Sérésiens en sont réduits à lutter pour la deuxième place qui échoit finalement au « matricule 17 ».
En bas de tableau, la bagarre est longtemps indécise. Arlon, Fléron, Braine, Mons qui vient de Promotion, et La Louvière sont longtemps les plus mal lotis.
L'« Albert de Mons» n'entame pas trop mal la compétition (7 sur 14) puis il s'écroule. Nombre d'observateurs ne donnent pas cher de la peau du matricule 44 qui plonge et traîne en fond de la classement, bloqué avec 14 unités en enchaînant 8 revers consécutifs. La chance des Montois est qu'Aarschot Sport loupe complètement son deuxième tour (6 sur 30). Et comme Fléron n'est pas au mieux alors qu'il était dans les équipes de tête la saison précédente, le suspense perdure. Le CS Brainois et l'AA Louviéroise prennent les points nécessaires pour se mettre à l'abri à temps. L'AEC Mons termine en boulet de canon (5 victoire de suite pour terminer) et coiffe Fléron et Aarschot.

### Désignation du Champion de Division 3
Le titre de « Champion de Division 3 » est attribué après une confrontation aller/retour entre les vainqueurs de chacune des deux séries.
| Dates                               | Domicile                   | Déplacement                | Résultat | Remarques |
| ----------------------------------- | -------------------------- | -------------------------- | -------- | --------- |
| 20 mai 1962                         | K. RC Mechelen             | R. Crossing Club Molenbeek | 0-1      |           |
| 27 mai 1962                         | R. Crossing Club Molenbeek | K. RC Mechelen             | 4-2      |           |
| R. CROSSING CLUB MOLENBEEK champion |                            |                            |          |           |

Précisons que ce mini-tournoi n'a qu'une valeur honorifique et n'influe pas sur la montée. Les quatre champions de série sont promus.

## Meilleurs buteurs
- Série A: ?
- Série B: ?

## Récépitulatif la saison
- Champion A: K. RC Mechelen (1er titre en D3)
- Champion B: R. Crossing de Molenbeek (1er titre en D3)
- Vingt-deuxième titre de D3 pour la Province d'Anvers
- Quinzième titre de D3 pour la Province de Brabant

| Région flamande (16)            | Région flamande (16) | Province de Brabant (7)      | Province de Brabant (7) | Région wallonne (9)    | Région wallonne (9) |
| ------------------------------- | -------------------- | ---------------------------- | ----------------------- | ---------------------- | ------------------- |
| Province d'Anvers               | 7                    | Région de Bruxelles-Capitale | 3                       | Province de Hainaut    | 3                   |
| Province de Flandre-Occidentale | 2                    | Province du Brabant flamand  | 3                       | Province de Liège      | 3                   |
| Province de Flandre-Orientale   | 5                    | Province du Brabant wallon   | 1                       | Province de Luxembourg | 1                   |
| Province de Limbourg            | 2                    |                              |                         | Province de Namur      | 2                   |

1. ↑  Au niveau footballistique, la province de Brabant est toujours unitaire malgré sa partition territoriale en 1995.

### Admission / Relégation
Le Racing de Malines et le Crossing Molenbeek sont promus en Division 2, d'où sont relégués St-Nicolas/Waas et le RC Tournaisien.
Aarschot, Fléron, Kontich et l'US Tournaisienne sont renvoyés en Promotion, d'où sont promus le Vigor Hamme, l'Eendracht Houthalen, le Stade Waremme et Zwevegem Sport

## Débuts en D3
Trois clubs évoluent pour la première fois de leur Histoire au 3e niveau du football belge. Ils portent à 209 le nombre de clubs différents ayant joué à ce niveau.
- K. Lyra et Kontich FC sont les 41e et 42e clubs anversois différents à jouer à ce niveau. À noter que le Lyra n'a jusqu'à cette saison évolué qu'au deux plus haut niveaux nationaux, soit 40 saisons depuis 1913.
- K. SV Sottegem est le 18e club flandrien oriental différent à jouer à ce niveau.